# 最喜歡的花
《至愛之花》是富士電視台於2023年10月12日至12月21日播出的週四劇場，由多部未華子、松下洸平、神尾楓珠和今田美櫻四人主演。
臺灣由KKTV於2023年10月13日起獨家跟播。

## 登場人物
〈〉內數字為年齡。

### 主要人物
- 潮佑久江（潮ゆくえ[註 1]）〈34〉：多部未華子[1]

從新潟來到東京與妹妹同住的補習班老師。
- 春木椿〈36〉：松下洸平[2]

就職於出版社的上班族。
- 佐藤紅葉〈27〉：神尾楓珠[3]

從新潟來到東京一邊在便利商店工作一邊追逐插畫家夢想的青年。佑久江的青梅竹馬。
- 深雪夜夜（深雪夜々）〈26〉：今田美櫻[4]

在表參道的髮廊「Snail」擔任美髮師。

### 佑久江相關人物
- 赤田鼓太郎〈34〉：仲野太賀[5]

佑久江的男性友人，對佑久江來說是唯一什麼都可以聊的好友。
- 潮心乃美（潮このみ[註 2]）〈26〉：齋藤飛鳥[6]

佑久江的妹妹。姊妹相差8歲。現在同住在一起。
- 潮美紀子（潮みきこ）〈58〉：神野三鈴

佑久江的母親。

### 椿相關人物
- 小岩井純戀〈36〉：臼田麻美[7]

椿的未婚妻。與椿是高中時期的同學。
- 春木鈴子〈63〉：美保純

椿的母親。
- 春木楓〈30〉：一之瀨颯[8]

椿的弟弟。

### 紅葉相關人物
- 九條雅史〈48〉：宮崎吐夢

兼職地點的便利商店「Every Store」店長。
- 園田拓真：世古口凌

便利商店同事。
- 松井隼人：川本光貴

便利商店同事。

### 夜夜的相關人物
- 深雪沙夜子〈57〉：齊藤由貴[9]

夜夜的母親。

### 小野寺補習班
- 小野寺學〈60〉：菅原大吉

塾長。
- 望月希子〈14〉：白鳥玉季[10]

中學生。佑久江就職的補習班「小野寺補習班」的學生。與佑久江就像朋友般交情很好。
- 穗積朔也〈14〉：黑川想矢[10]

中學生。來到希子的學校的轉學生。

### 白波出版社
- 夏美：山谷花純

椿的同事。
- 三谷彩子：杏花

椿的同事。
- 加山：吉田晉一

椿的上司。

### Snail
- 相良大貴〈26〉：泉澤祐希[10]

美髮師。與夜夜是同期。
- 谷本杏里〈31〉：HAMAKAWA FUMIE

美髮師。夜夜的前輩。

### 其他人物
- 白石峰子〈30〉：田邊桃子[10]

鼓太郎的未婚妻。

## 製作團隊
- 劇本：生方美久
- 配樂：得田真裕
- 主題曲：藤井風「花」（HEHN RECORDS / UNIVERSAL SIGMA）[11]
- 導演：高野舞、谷村政樹、Eunhee John、岩城隆一
- 製作人：村瀨健
- 制作協力：AOI Pro.
- 製作、著作：富士電視台

## 播出日程
- 第1話加長20分鐘（22:00 - 23:14）。
- 最終話加長15分鐘（22:00 - 23:09）。

| 集數                                                                      | 播出日期 | 副標題 | 導演        | 收視率 |
| ------------------------------------------------------------------------- | -------- | ------ | ----------- | ------ |
| 第1話                                                                     | 10月12日 |        | 高野舞      | 5.9%   |
| 第2話                                                                     | 10月19日 |        | 高野舞      | 5.1%   |
| 第3話                                                                     | 10月26日 |        | 谷村政樹    | 4.5%   |
| 第4話                                                                     | 11月02日 |        | Eunhee John | 4.8%   |
| 第5話                                                                     | 11月09日 |        | 高野舞      | 4.7%   |
| 第6話                                                                     | 11月16日 |        | 谷村政樹    | 5.0%   |
| 第7話                                                                     | 11月23日 |        | Eunhee John | 5.1%   |
| 第8話                                                                     | 11月30日 |        | 高野舞      | 5.1%   |
| 第9話                                                                     | 12月07日 |        | 岩城隆一    | 5.5%   |
| 第10話                                                                    | 12月14日 |        | 谷村政樹    | 5.3%   |
| 最終話                                                                    | 12月21日 |        | 高野舞      | 5.3%   |
| 平均收視率 5.1%（收視率由Video Research調查關東地區、家戶的即時統計資料） |          |        |             |        |

## 外部連結
- 電視劇官方網站（日語）
  - 電視劇的X（前Twitter）（日語）
  - 電視劇的Instagram帳戶

| 日本 富士電視台 週四劇場                  | 日本 富士電視台 週四劇場                | 日本 富士電視台 週四劇場 |
| ----------------------------------------- | --------------------------------------- | ------------------------ |
|                                           | 最喜歡的花 （2023年10月12日－12月21日） |                          |
| 多麼美好的世界 （2023年7月20日－9月14日） | 大奧 （2024年1月18日－3月28日）         |                          |

| 臺灣 緯來日本台 每週一至五 21:00-22:00       | 臺灣 緯來日本台 每週一至五 21:00-22:00           | 臺灣 緯來日本台 每週一至五 21:00-22:00 |
| -------------------------------------------- | ------------------------------------------------ | -------------------------------------- |
|                                              | 至愛之花 （2024年1月15日－1月29日）              |                                        |
| 費馬的料理 （2023年12月29日－2024年1月12日） | 特命！警視廳特別會計員 （2024年1月30日－2月7日） |                                        |